# 폴 맥셰인
폴 데이비드 맥셰인(영어: Paul David McShane, 1986년 1월 6일 ~ )은 아일랜드의 전 축구 선수이다. 과거 아일랜드 축구 국가대표팀에서 활약했다.

## 수상

### 클럽
맨체스터 유나이티드
- FA 유스컵 (1): 2002–03

웨스트브로미치 앨비언
- 풋볼 리그 챔피언십 플레이오프 준우승 (1): 2007

헐 시티
- 풋볼 리그 챔피언십 준우승 (1): 2012-13

### 국가대표
아일랜드
- 네이션스컵 (1): 2011